# 飯田三郎
飯田 三郎（いいだ さぶろう、1912年（大正元年）12月20日 - 2003年（平成15年）4月24日）は、昭和期の作曲家。北海道根室市出身。

## 経歴
初め、独学で作曲を学ぶ。根室商業学校卒業後上京し、作曲を池内友次郎、指揮を山田和男に師事する。
同じ根室出身で、根室商業学校の先輩でもある作詞家・高橋掬太郎と組み、「啼くな小鳩よ」「ここに幸あり」などの楽曲を作った。故郷を愛し、交響組曲「北国讃歌」等の根室に関連する曲を数多く作った。
1973年、ミサ曲が認められ、ローマ法王庁より褒状を授与される。
根室市総合文化会館1階には飯田三郎資料展示室がある（2022年11月26日に根室市図書館から移転）。

## 代表曲

### クラシック作品
- 交響的ルンバ「南の誘惑」（1946年、NHK委嘱）
- 舞踊曲「力の交響」（1953年）
- 舞踏曲「開拓者の鼓動」（1960年）
- バリ島組曲（1961年、NHK音楽祭委嘱）
- 舞踏曲「秘踏ヒマラヤ」（1961年）
- 舞踏曲「愛情の森」（1962年）
- 交響組曲「北海道」（1963年、NHK委嘱）
- 幻想曲「沖縄諸島風物詩」（1963年、NHK委嘱）
- セイロン島組曲（1963年、NHK委嘱）
- アイヌの旋律によるピアノと管弦楽のための「アラベスク」（1965年、NHK委嘱）
- 北国讃歌（1968年）［飯田三郎作詞］
- 大いなる海（1970年）
- スレンドロ調とペロッグ調によるピアノとオーケストラ（1973年、日本作曲家協会委嘱）
- オラトリオ「えぞキリシタンの殉教」（1978年、蝦夷キリシタン研究会委嘱）
- 合唱と管弦楽による交響的叙事詩「サルオロ（大湿原）」（1989年、釧路湿原国立公園制定記念作品）

自ら指揮した録音がキングレコードよりCD化されたことがある。演奏：ロイヤルフィル（国内の臨時編成楽団）、合唱：東京ソフィア混声合唱団、三味線：千藤幸蔵
- 石川啄木歌曲集

### 映画音楽
- 『痴人の愛』（1949年、木村恵吾監督、大映作品）
- 『台風息子』（1958年、小石栄一監督、東映作品）
- 『千代田城炎上』 (1959年、大映京都作品)

### 大衆歌謡
- 『啼くな小鳩よ』（1947年1月）［作詞：高橋掬太郎、歌：岡晴夫］
- 『かりそめの恋』（1949年9月）［作詞：高橋掬太郎、歌：三条町子］
- 『東京悲歌』（1951年11月）［作詞：高橋掬太郎、歌：三条町子］
- 『ワンダフル娘』（1952年9月）［作詞：上田たかし、歌：江利チエミ］
- 『ここに幸あり』（1956年5月）［作詞：高橋掬太郎、歌：大津美子］
- 『山陰の道』（1956年11月）［作詞：高橋掬太郎、歌：若原一郎］
- 『丘にのぼりて』（1957年9月）［作詞：高橋掬太郎、歌：若原一郎］
- 『夜霧の滑走路』（1958年7月）［作詞：横井弘、歌：三船浩］
- 『小樽の赤い灯が見える』（1961年3月）［作詞：内村直也、歌：三船浩］
- 『お嬢さん』（1961年1月）［作詞：三島由紀夫、歌：中原美紗緒］
- 『北海流れ節』（1978年）［作詞：小町まさあき、歌：三橋美智也］

### その他
- 『海を越えて友よきたれ』（1964年）［作詞：土井一郎、歌：高石かつ枝＆藤原良 - 東京オリンピック愛唱歌
- 『珠洲市民の歌』（1969年） - 市制15周年記念
- 『南海電気鉄道社歌』（1975年）- 創業90年記念